# Sargnagel
Ein Sargnagel ist laut dem Deutschen Wörterbuch der Brüder Grimm ein „bei den nagelschmieden, kleiner mit verzinntem rundem kopfe versehener nagel für den sarg.“

## Verwendung im Bestattungswesen
Bei der Herstellung eines Sarges werden prinzipiell handelsübliche Nägel verwendet. Die begrifflich gemeinten Sargnägel sind nur diejenigen, mit denen der Sarg nach der Aufbahrung des Toten verschlossen wird. Da das zum Teil noch bei der Trauerfeier übliche Zunageln mit Lärm verbunden ist, werden aus diesem Grund heute Schrauben mit Flügelgriff verwendet.

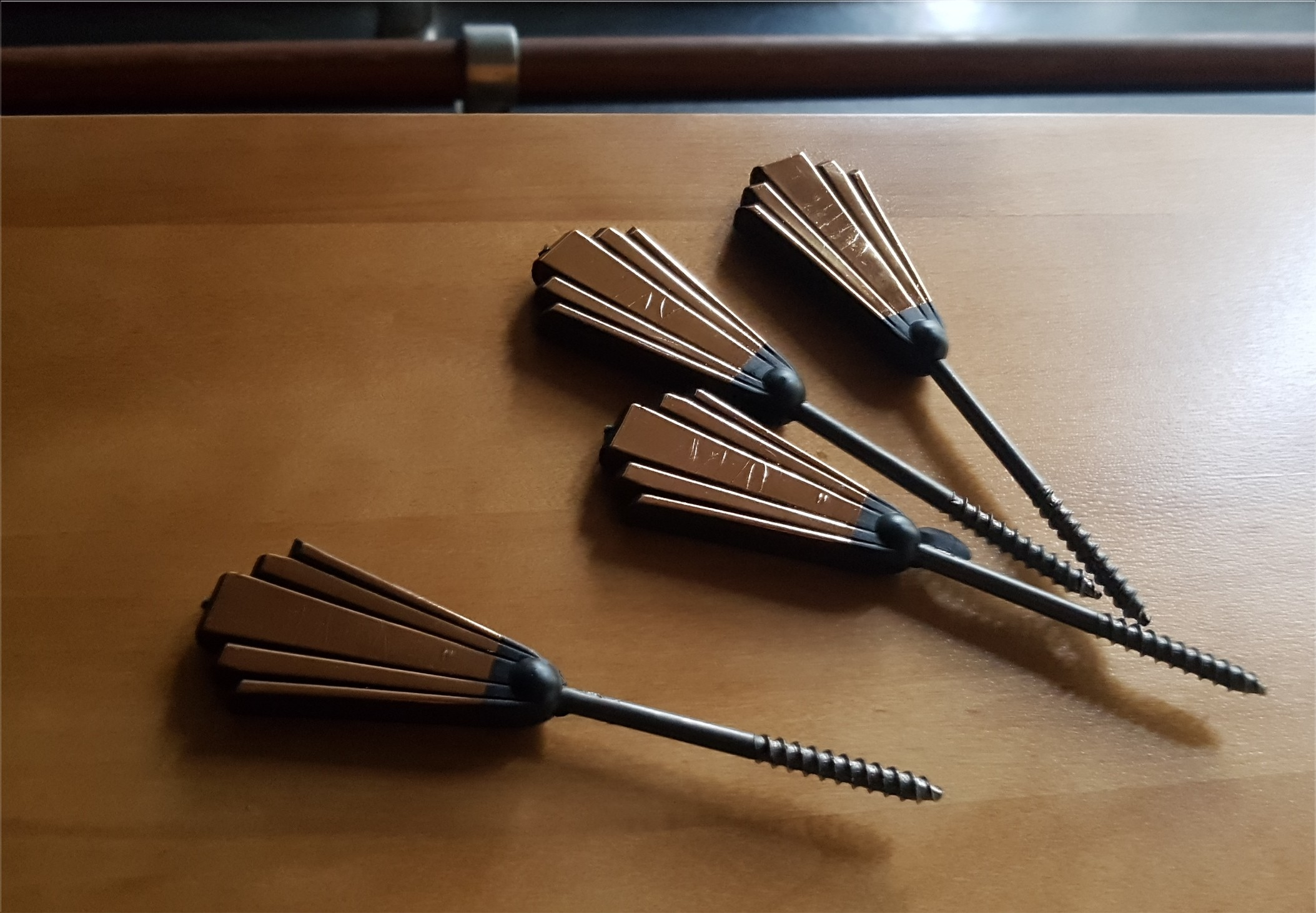
Sargschrauben auf einem Sarg

Der ursprüngliche Grund für das Zunageln des Sarges soll sein, dass das frühere Ritual der Bestattung damit endete, dass die Verstorbenen mit einem Tuch ins Grab gerollt wurden. Als Holzsärge üblich wurden, konnten die unbefestigten Deckel beim Rollen ins Grab aufklappen. Sie wurden daher zugenagelt. Bei einigen Zweigen des orthodoxen Judentums muss der gesamte Sarg aus Holz bestehen. Hier verwendet man anstatt Sargnägeln Holzpfropfen.
Ein Sargnagel galt in früheren Zeiten als tabuisierter Gegenstand. Dinge, die daraus geschmiedet wurden, brachten Unglück oder dienten dem Hexenzauber. Jeder, der mit diesen Nägeln zu tun hatte, war nicht sonderlich angesehen. Dies betraf den Nagelschmied ebenso wie den Eisenkramer.

## Geschichtliches
In der Spätantike wurde im Westen des römischen Reiches die Körperbestattung allgemein üblich. In Gräbern dieser Zeit sind häufig genagelte Holzsärge nachweisbar. Untersuchungen von an Sargnägeln ankorrodierten Holzresten aus dem spätrömischen Rheinland zeigen, dass in dieser Region gerne Eichenholz benutzt wurde.

## Verwendung im übertragenen Sinne
- Gebräuchliche Redewendung für eine Sache oder Person, die als Verursacher des Todes einer Person, eines Lebewesens, einer Sache oder auch einer Idee angesehen wird. Beispielsweise: Jemandem ein Sargnagel sein.[3]
- Umgangssprachlich-ironische Bezeichnung für Zigaretten, weil ihr Gebrauch als lebensverkürzend angesehen wird (Jede Zigarette sei ein Sargnagel). Zusätzlich trägt die nagelähnliche geometrische Form zu dieser Bezeichnung bei.
- Scherzhafte Bezeichnung (Bundeswehrjargon) für den Starfighter-Jet der Luftwaffe (Bundeswehr) wegen der zahlreichen Abstürze dieses Flugzeugtyps.
- Sargnagel, Inaktivenvereinigung Kösener Corpsstudenten an der TH Danzig.